# Maria Brzóska
Maria Brzóska ps. "Maria" (ur. 1921, zm. 1943) – w konspiracji od grudnia 1939, pracowniczka cywilna Wojskowej Służby Kobiet, łącznik oficerski informacji Obwodu Nr 5.
4 września 1943 aresztowana przez Gestapo i 3 dni torturowana, które jednak nie doprowadziły do udzielenia przez nią informacji o innych osobach działających w konspiracji. Została rozstrzelana wraz z najbliższą rodziną. W momencie śmierci była w szóstym miesiącu ciąży. Pośmiertnie wielokrotnie odznaczana.